# Isabella Kossina
Isabella Kossina (* 18. August 1962 in Wien) ist eine österreichische Politikerin (SPÖ) und Umweltexpertin.

## Ausbildung
Nach Abschluss des Realgymnasiums St. Johann im Pongau mit Matura studierte Kossina von 1980 bis 1984 Technische Chemie (Studienzweig Organische Chemie) an der Technischen Universität Wien. Sie schloss ihr Studium mit dem akademischen Grad Diplomingenieur mit Auszeichnung ab. Im Rahmen eines Auslandsstipendiums war sie danach ein halbes Jahr bei der französischen Atomenergiekommission CEA tätig.

## Karriere
Ihre berufliche Karriere begann sie 1985 bei der Gewerbebehörde des Magistrates der Stadt Wien. Im Februar 1986 wechselte sie in das Umweltbundesamt (UBA). Sie wurde zur Leiterin der Abteilung Umwelttechnologien bestellt. 1992 wechselte sie an die Spitze der Gruppe Umwelttechnologien und war, als eine von insgesamt drei Gruppenleitern des Amtes, für die Bereiche Abfall, Luft, Klimaschutz, Lärm und Verkehr zuständig. Nach der Überführung des UBA in die UBA-GmbH wurde Kossina als Prokuristin und nachfolgend als gewerberechtliche Geschäftsführerin der UBA-GmbH bestellt. Während ihrer UBA-Tätigkeit war Kossina für die Stadt Wien als Abfallexpertin tätig. Zudem übte sie Vorsitztätigkeiten bei internationalen Kongressen der EU-Kommission und der UN-Wirtschaftskommission (UN-ECE) aus.
Von Mai 2001 bis Juni 2004 war Kossina, von Bürgermeister Michael Häupl berufen, amtsführende Stadträtin für Umwelt in Wien. Ihr Handicap dabei war, vorher keine politische Funktion ausgeübt und daher keine Erfahrungen mit den rauen Sitten der österreichischen Politik gemacht zu haben. Seit der Bürgermeister 2004 sein Team umbildete, ist sie Geschäftsführerin der BMG Beteiligungsmanagementgesellschaft GmbH, einer Tochterfirma der Wiener Stadtwerke; diese verwaltet Tochter- bzw. Beteiligungsgesellschaften in den Bereichen Parkraummanagement und Immobilienentwicklung, bewertet für die Stadtwerke neue Tätigkeitsfelder und führt im Auftrag der Stadtwerke konzernübergreifende Projekte durch. Ihre Nachfolgerin als Umweltstadträtin, Ulli Sima, stammt aus einer Politikerfamilie.